# Landkreis Bamberg
Landkreis Bamberg er den vestligste Landkreis i Regierungsbezirken Oberfranken i delstaten Bayern i Tyskland. Landkreis Bamberg grænser i nord til Landkreis Lichtenfels og Landkreis Coburg, i øst til Landkreis Bayreuth, i syd til Forchheim, Erlangen-Höchstadt, Neustadt a.d.Aisch-Bad Windsheim og Kitzingen og i vest til Schweinfurt og Haßberge.

## Geografi
I Landkreis Bamberg er der dele af tre Naturparker: Steigerwald i vest, Fränkische Schweiz i øst og Haßberge i nord. Gennem Landkreisen løber floden Regnitz, som løber ud i Main nord for byen Bamberg .
Geisberg er med 585 m det højeste bjerg i Landkreisen. Det ligger mellem Melkendorf (Gemeinde Litzendorf), Geisfeld (Gemeinde Strullendorf) i vest og Lindach og Teuchatz (begge Markt Heiligenstadt) i øst.

## Byer og kommuner
Kreisen havde 147086  indbyggere pr.  2018-12-31

| Byer 1. Baunach (4019, 30,9 km²) 2. Hallstadt (8575, 14,5 km²) 3. Scheßlitz (7259, 94,9 km²) 4. Schlüsselfeld (5941, 70,2 km²) Købsteder 1. Burgebrach (6882, 87,9 km²) 2. Burgwindheim (1313, 37,4 km²) 3. Buttenheim (3634, 30 km²) 4. Ebrach (1848, 29,6 km²) 5. Heiligenstadt i.OFr. (3518, 76,7 km²) 6. Hirschaid (12324, 41 km²) 7. Rattelsdorf (4630, 39,6 km²) 8. Zapfendorf (5002, 30,6 km²) Kommuner - Altendorf (2120, 8,6 km²) - Bischberg (6068, 17,5 km²) - Breitengüßbach, (4512, 16,9 km²) - Frensdorf (5092, 44 km²) | - Gerach (966, 7,8 km²) - Gundelsheim (3494, 3,8 km²) - Kemmern (2561, 8,3 km²) - Königsfeld (1269, 42,7 km²) - Lauter (1148, 12,8 km²) - Lisberg (1737, 8,4 km²) - Litzendorf (6103, 25,9 km²) - Memmelsdorf (8828, 26,2 km²) - Oberhaid (4616, 27,2 km²) - Pettstadt (2009, 9,9 km²) - Pommersfelden (3063, 35,7 km²) - Priesendorf (1508, 8,4 km²) - Reckendorf (2026, 13,1 km²) - Schönbrunn im Steigerwald (1835, 24,7 km²) - Stadelhofen (1247, 41 km²) - Stegaurach (7064, 23,9 km²) - Strullendorf, (8055, 31,7 km²) - Viereth-Trunstadt (3554, 15,8 km²) - Walsdorf (2620, 16,2 km²) - Wattendorf (646, 22,2 km²) |

Gemeindefreies områder
 (90,85 km² / ubeboet)
1. Ebracher Forst (11,67 km²)
2. Eichwald (4,33 km²)
3. Geisberger Forst (10,32 km²)
4. Hauptsmoorwald (20,82 km²)
5. Koppenwinder Forst (12,89 km²)
6. Lindach (6,27 km²)
7. Semberg (4,50 km²)
8. Steinachsrangen (5,75 km²)
9. Winkelhofer Forst (8,52 km²)
10. Zückshuter Forst (5,78 km²)

Forvaltningsfællesskaber
1. Forvaltningsfællesskab Baunach
(Byen Baunach, kommunerne Gerach, Lauter og Reckendorf)
2. Forvaltningsfællesskab Burgebrach
(Markt Burgebrach og Gemeinde Schönbrunn i Steigerwald)
3. Forvaltningsfællesskab Ebrach
(Märkte Burgwindheim og Ebrach)
4. Forvaltningsfællesskab Lisberg
(Kommunerne Lisberg og Priesendorf)
5. Forvaltningsfællesskab Stegaurach
(Kommunerne Stegaurach og Walsdorf)
6. Forvaltningsfællesskab Steinfeld
(Kommunerne Königsfeld, Stadelhofen og Wattendorf)